# Giuditta di Baviera e di Lotaringia
Giuditta di Baviera (925 circa – Ratisbona, 987) fu duchessa consorte di Lotaringia, dal 939 al 940, poi duchessa consorte di Baviera, dal 947 al 955, ed infine reggente per conto di suo figlio minorenne, il duca di Baviera Enrico II, dal 955 al 967 circa.

## Origine
Giuditta secondo l'Annalista Saxo era figlia del duca di Baviera, Arnolfo, detto il Cattivo o il Demonio, e di Giuditta del Friuli, figlia del conte Eberardo di Sülichgau (discendente dall'Unrochingio, Eberardo del Friuli) e di Gisella di Verona.
Arnolfo di Baviera, secondo il Reginonis Chronicon, Continuator Reginonis Trevirensis, era il figlio primogenito del duca di Baviera, Liutpoldo e della moglie, Cunegonda di Svevia, figlia di Bertoldo, conte palatino di Svevia.

## Biografia
Secondo il Widukindi Res Gestæ Saxonicæ II, Giuditta, nel 938 circa, venne data in moglie al fratello del re di Germania e futuro imperatore, Ottone I (come conferma l'Annalista Saxo), Enrico, che, secondo il Widukindi I, era il figlio maschio secondogenito del re dei Franchi orientali, Enrico I di Sassonia e di Matilde di Ringelheim, che secondo la Vita Mahthildis Reginæ Antiquior era la figlia del conte Teodorico e della moglie Reinilda di Frisia, discendente dai vichinghi danesi, appartenente dunque alla stirpe degli Immedingi.
Secondo il Thietmari Merseburgensis episcopi chronicon, suo marito, Enrico, si unì alla ribellione contro Ottone I di Eberardo di Franconia e di Gilberto di Lorena, nella speranza di conquistare il trono; dopo la sconfitta di Andernach, Enrico si recò alla corte di Luigi IV di Francia, che, nel frattempo, secondo lo storico britannico Timothy Reuter, specializzato nello studio della Germania medievale, nel suo Germany in the Early Middle Ages, 800-1056, aveva appoggiato i ribelli e, poco dopo, fu perdonato e si riconciliò con il fratello Ottone, dal quale ottenne il ducato di Lotaringia, per cui Giuditta divenne duchessa consorte di Lotaringia, ma non avendo avuto il marito la capacità di governare effettivamente la Lorena, forse a causa della sua passata ribellione, nel 940 fecero ritorno in Sassonia.
Nel 947, dopo che il marito, Enrico, acquisì il ducato di Baviera, che, secondo il Thietmari Merseburgensis episcopi chronicon, gli fu assegnato dal fratello Ottone I, Gertrude divenne duchessa consorte di Baviera.
Ancora secondo il Thietmari Merseburgensis episcopi chronicon, tra il 953 ed il 954, Enrico venne sconfitto e quando fu cacciato da Ratisbona, capitale del suo ducato, dal nipote (il figlio di suo fratello Ottone I), Liudolfo di Svevia e dove Giuditta rimase con i figli, ma prontamente il re Ottone I invase la Baviera e riconsegnò a Enrico e Giuditta il loro ducato, nel 955, come viene confermato anche dal Reginonis Chronicon, Continuator Reginonis Trevirensis.
Poco dopo, in quello stesso anno (955), Enrico morì, e, come duca di Baviera, gli succedette il figlio, Enrico II, sotto la tutela della madre Giuditta.
Sempre secondo il Thietmari Merseburgensis episcopi chronicon, dopo la morte del marito, Giuditta fu diffamata: accusata di essere l'amante di Abramo il vescovo di Frisinga.
Negli anni seguenti il cognato Ottone I le fece due donazioni: la prima come conferma il documento n° 220 del Ottonis I diplomata, datato 11 febbraio 961, la seconda come conferma il documento n° 431 del Ottonis I diplomata, datato 27 aprile 973.

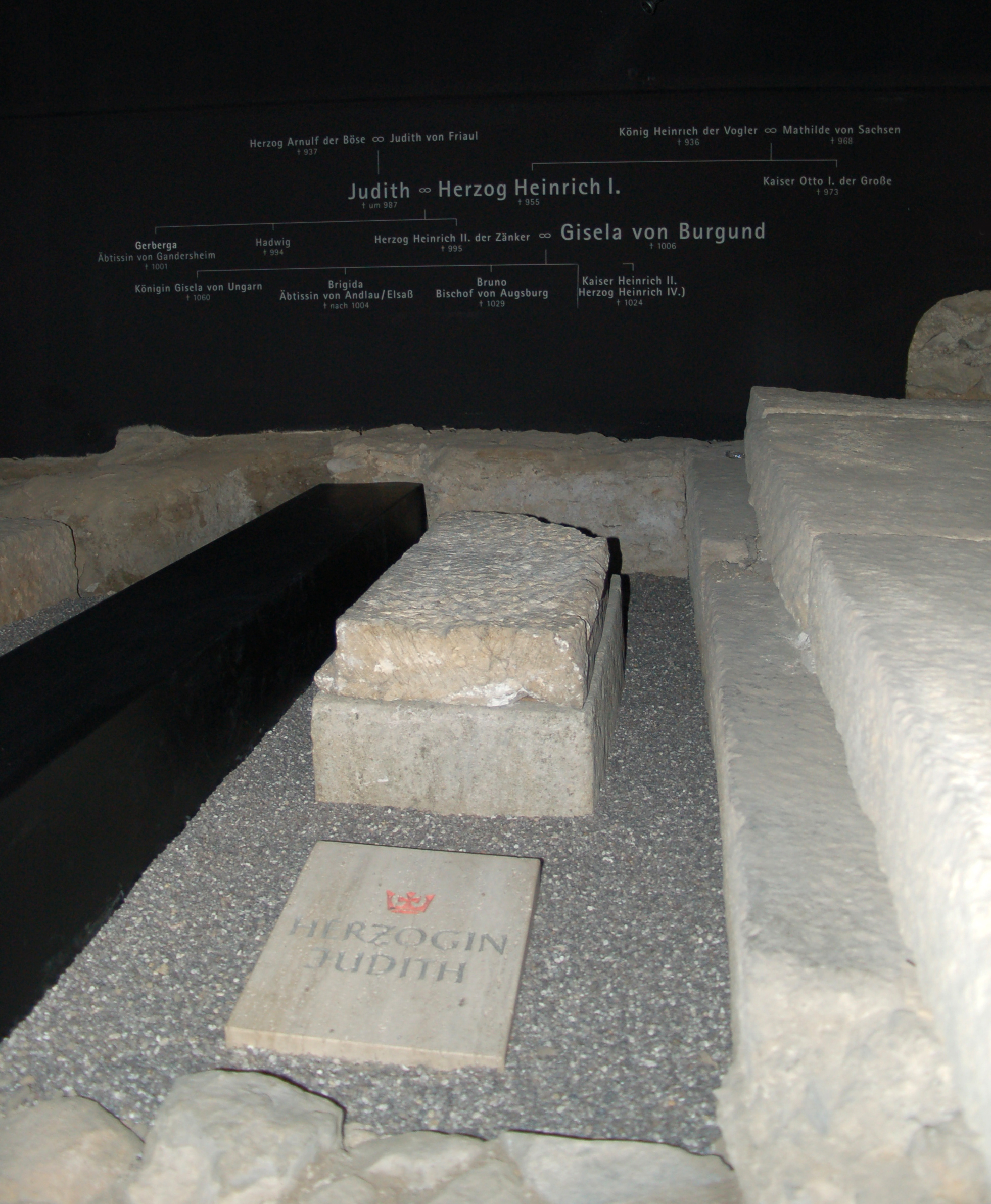
La tomba della duchessa Giuditta di Baviera nell'abbazia di Niedermünster a Ratisbona

Dopo la morte di Ottone I, suo figlio, Enrico II di Baviera, si ribellò al nuovo re di Germania, Ottone II di Sassonia, e secondo il Thietmari Merseburgensis episcopi chronicon, Enrico II, nel 975, fu catturato ed imprigionato, mentre Giuditta fu obbligata ad entrare nell'abbazia di Niedermünster a Ratisbona, dove morì, come conferma il Necrologium Monasterii Inferioris Ratisbonensis, il 29 luglio, senza precisare l'anno.

## Figli
Giuditta a Enrico diede tre figli:
- Gerberga (ca. 940 - † 1001), badessa di Gandersheim, come ci conferma la Thietmari Merseburgensis episcopi chronicon[22];
- Edvige († 994), che sposò il duca di Svevia, Burcardo III  († 973), come ci conferma il Widukindi Res Gestæ Saxonicæ III[23];
- Enrico[2] , detto il Litigioso (951 - † 995), duca di Baviera[2].

### Fonti primarie
- (LA)  Monumenta Germaniae Historica, Scriptores, tomus primus.
- (LA)  Monumenta Germaniae Historica, Scriptores, tomus III.
- (LA)  Monumenta Germaniae Historica, Scriptores, tomus VI.
- (LA)  Monumenta Germaniae Historica, Scriptores, tomus X.
- (LA)  Monumenta Germaniae Historica, Diplomata regum et imperatorumi Germaniae, tomus I, Conradi I. Heinrici I. et Ottonis I. diplomata.
- (LA) Thietmari Merseburgensis episcopi chronicon, su mgh-bibliothek.de. URL consultato il 2 dicembre 2021 (archiviato dall'url originale il 7 agosto 2021).

### Letteratura storiografica
- (EN)  WIKING; Timothy Reuter, Germany in the Early Middle Ages, 800-1056[collegamento interrotto].
- Austin Lane Poole, Germania: Enrico I e Ottone il Grande, in «Storia del mondo medievale», vol. IV, 1999, pp. 84–111
- Austin Lane Poole, Ottone II e Ottone III, in «Storia del mondo medievale», vol. IV, 1999, pp. 112–125